# Front Odmowy
Front Odmowy (arab. جبهة الرفض) – koalicja palestyńskich organizacji utworzona w 1974 roku.

## Historia
Sformowany we wrześniu 1974 roku. W jego skład weszły palestyńskie ruchy najbardziej przeciwne jakimkolwiek kompromisom z Izraelem.
Do sojuszu należały: Ludowy Front Wyzwolenia Palestyny, Ludowy Front Wyzwolenia Palestyny – Główne Dowództwo, Front Wyzwolenia Palestyny, Palestyński Ludowy Front Walki i Arabski Front Wyzwolenia.